# ノストセラス科
ノストセラス科（学名：Nostoceratidae）は、後期白亜紀の海に生息していたアンモナイトの科。このグループに属するアンモナイトは全て異常巻きアンモナイトであり、ディプロモセラス科の祖先にあたる系統でもある。

## 命名
1894年にノストセラス属をタイプ属としてHyattが提唱した。ジュニアシノニムとしては、1952年にWrightが提唱したジョウアニセラス科（Jouaniceratidae）がいる。

## 特徴

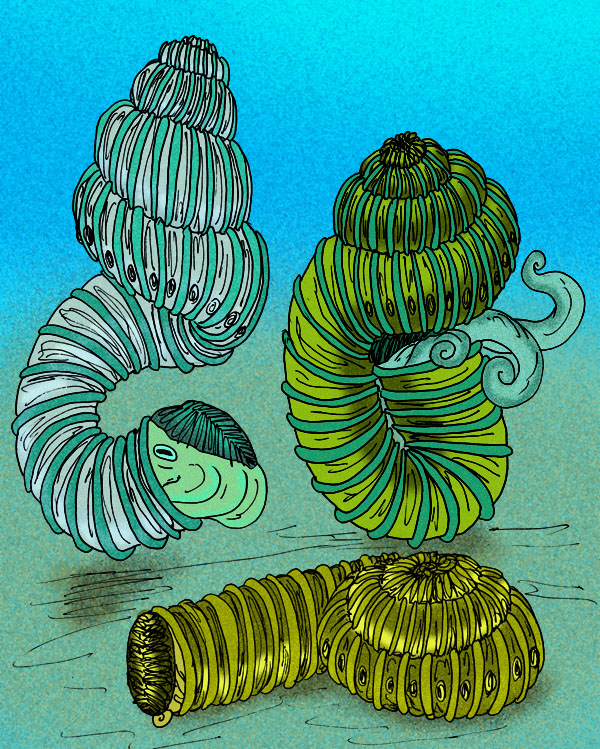
ノストセラス

かつて異常巻きアンモナイトは単一のグループが衰退し絶滅に近づく時期に見せた異常な進化の行き止まりと考えられていたが、種数や個体数が豊富であることから適応放散の結果と見なされるようになった。ノストセラス科のアンモナイトは一般的に成長初期 - 中期段階では螺環が塔のように円錐形に巻き、後期段階では螺旋から外れてフック状の構造をなす。
岡本隆によるモデルでは、このような殻は通常のアンモナイトのような湾曲成長に"ひねり"が加わることで形成されると説明される。成長初期に底棲生活を送った後に海中を浮遊して生活する生態であった場合、浮力を得て体が傾いてしまうため、常に殻の開口部が同じ向きになるよう重心を調整するべく殻の伸長方向を調整している。その結果として異常巻きとして知られる形状が生み出されており、その細かいバランスは属や種によって大きく異なる。

## 進化
同じく異常巻きアンモナイトであるスカラリテスをはじめとするディプロモセラス科はノストセラス科のユーボストリコセラス属から枝分かれした分類群であることが指摘されている。また、真っ直ぐな殻を持つバキュリテスに代表されるバキュリテス科もノストセラス科から進化した可能性が棚部らにより1981年に指摘されている。
なお、棚部らの論文にはディプロモセラス科とノストセラス科の一部が掲載されたクラドグラムが示されており、ノストセラス科の属のうちユーボストリコセラス属はツリリテス科のツリリトイデス属から、ハイファントセラス属はツリリトイデス属または同じくツリリテス科のシュードヘリコセラス属から派生したとされている。ただし、ディプロモセラス科に分類されているシュードオキシベロセラス、シュルエテレラ、ネオクリオセラスが同クラドグラムではノストセラス科として扱われており、2021年現在の知見とはある程度の齟齬があることに注意されたい。

## 産地
化石は世界各地から産出しており、Fossilworksによると南極大陸、オーストラリア、ベルギー、ブラジル、カメルーン、カナダ、デンマーク、エジプト、フランス、ドイツ、イラク、イタリア、日本、メキシコ、オランダ、ナイジェリア、オマーン、ペルー、ロシア、南アフリカ共和国、スペイン、タジキスタン、トルコ、トルクメニスタン、イギリス、アメリカ合衆国、ウズベキスタン、ベネズエラで報告されている。

## 属
日本では北海道蝦夷層群のユーボストリコセラス、ニッポニテス、エゾセラス、ハイファントセラスが、四国和泉層群のディディモセラス、ボストリコセラス、プラビトセラスが代表的である。以下、注釈のないものはFossilworksに基づく。
- アイノセラス（英語版）
- アクソノセラス（英語版）
- アナクリノセラス（英語版）
- アンキナトサイテス（英語版）
- エクサイクライオセラス
- エクサイトロセラス（英語版）
- エゾセラス[2]
- ジョウアニセラス
- ディディモセラス（英語版）
- トリデンティセラス
- ニッポニテス
- ノストセラス（英語版）
- ボストリコセラス（英語版）
- ユーボストリコセラス
- ハイファントセラス
- ヘリコセラス
- プラビトセラス
- マダガスカリテス
- ムラモトセラス（英語版）[7]
- モレワイテス